# Nördlinger Pfingstmesse

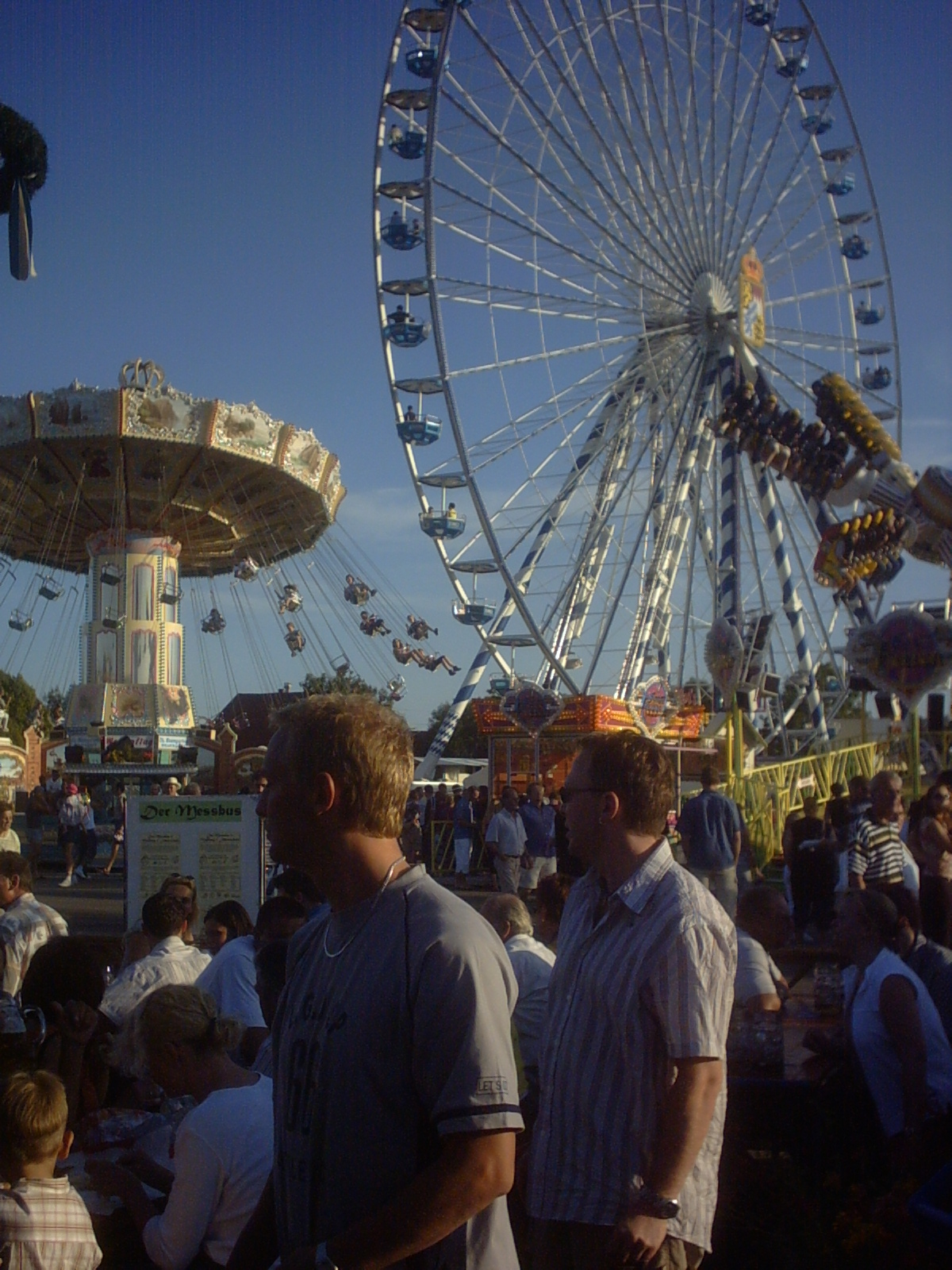
Die heutige Nördlinger Pfingstmesse

Die Nördlinger Pfingstmesse, auch Nördlinger Messe, Nördlinger Mess’ oder Mess’ genannt, war im Mittelalter eine Fernhandelmesse von europäischer Bedeutung. Heute ist sie ein Volksfest.

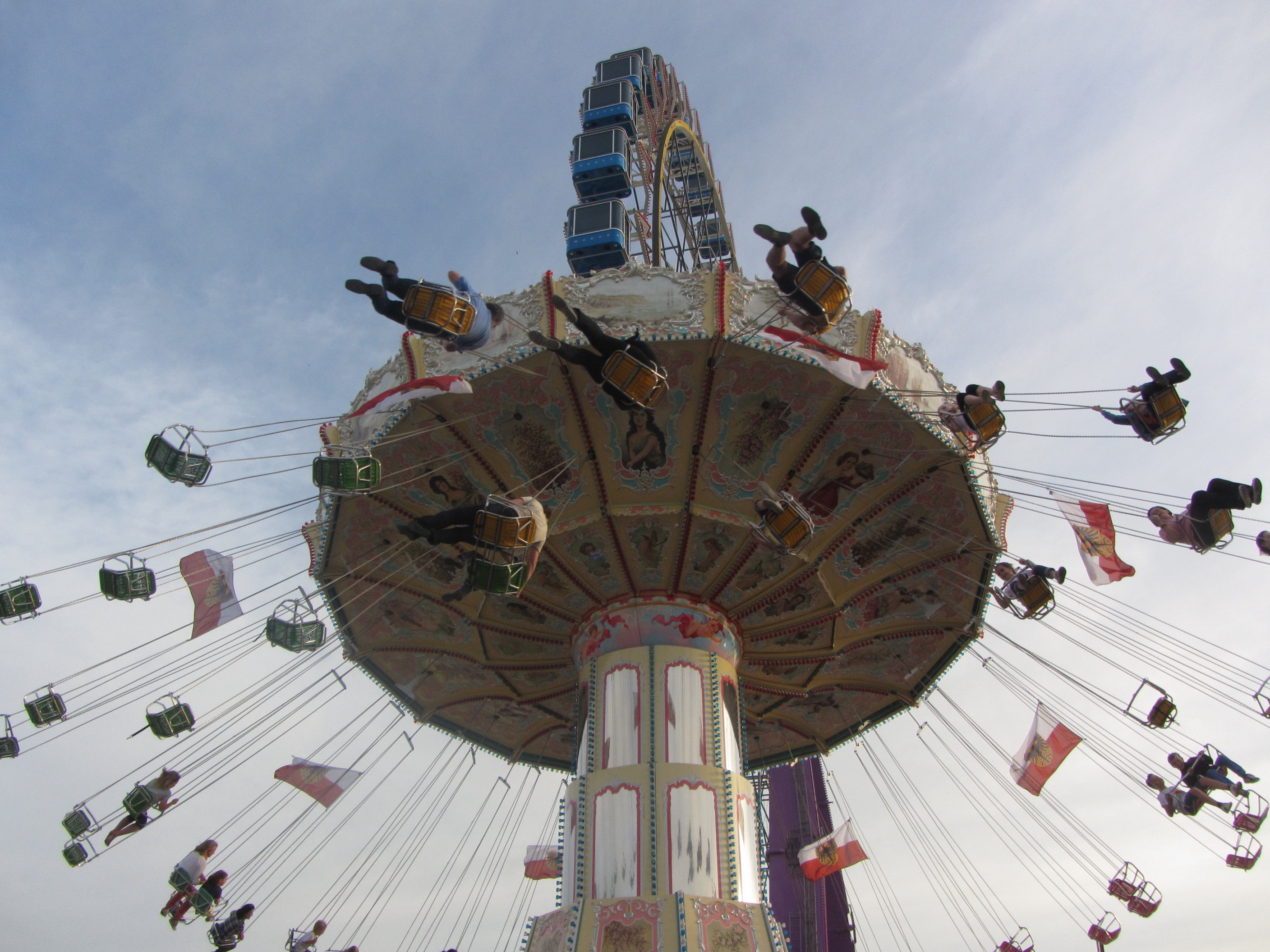
Riesenrad und Kettenkarussell

## Geschichte

### Blütezeit
Die Pfingstmesse in Nördlingen wurde 1219 erstmals urkundlich erwähnt. Bald nach ihrer Gründung entwickelte sie sich zur Fernhandelsmesse mit überregionaler Bedeutung. Die verkehrstechnisch günstige Lage Nördlingens an den Fernhandelsstraßen nach Ulm, Augsburg, Nürnberg, Würzburg und Straßburg begünstigte die Lage als Handelszentrum. Die Pfingstmesse, die eine Woche nach Pfingsten begann und 14 Tage andauerte, war im Spätmittelalter die bedeutendste Handelsmesse Süddeutschlands. Neben Frankfurt am Main war Nördlingen die wichtigste Messestadt in Oberdeutschland. Der Einzugsbereich der Messe reichte vom Elsass bis über die Alpenpässe hinweg. Im Jahr 1467 wurden 920 (Fach-)Besucher gezählt, im Jahr 1468, ein Jahr später, sogar 1.100.

#### Handelswaren

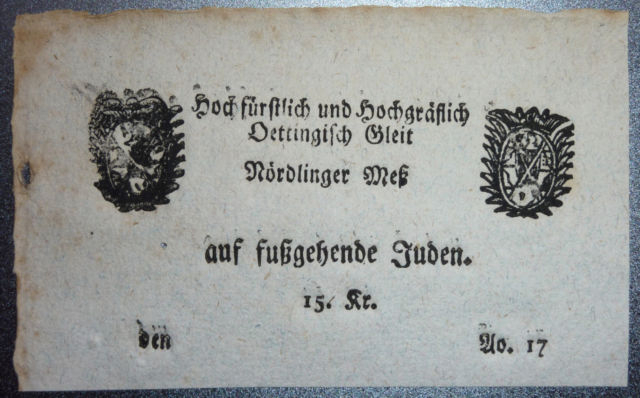
„Oettingisch Gleit Nördlinger Meß auf fußgehende Juden“, 15 Kreuzer. Eintrittskarte für Juden zur Nördlinger Messe, Anfang 17. Jahrhundert.

Wichtigste Handelsgüter waren Textilien. Nördlinger Handwerker, die ihre Waren anboten, waren Lederhersteller und besonders Lodweber, von denen es alleine um 1540 rund 300 in der Stadt gab. Zudem wurden brabantische und rheinische Tuche, lombardische Stoffe, böhmische Tuche sowie spanische und französische Seiden und Bänder gehandelt. Zu ihrer Blütezeit war die Nördlinger Messe auch Umschlagplatz für Luxusartikel wie Bücher, Musikinstrumente, Glas, Spiegel, Korallen, Gewürze und Pharmazieartikel. Außerdem wurden Korn aus dem Nördlinger Ries, Salz aus Bayern, Wein aus Württemberg, sowie Eisenwaren aus der Oberpfalz und Nürnberg verkauft. Rohmaterialien für die Textilbranche wie Flachsfaser, Wolle, Baumwolle, Garne, Pelze, Tierhäute und Farbstoffe ergänzten das Angebot. Nördlingen war auch ein Zentrum des Papierhandels: Unter den Anbietern vertreten waren unter anderem Papierhersteller aus Ravensburg, Heidenheim, Reutlingen, Esslingen und Unterkochen. Die Nördlinger Messe war zudem eine Börse für die Abwicklung von Geldgeschäften und Zahlungstermin für Kaufleute.

#### Lokalitäten
Die Messe fand teilweise in Gebäuden wie dem Rathaus, dem Brot- und Tanzhaus, der Fleischbank und der Herrentrinkstube statt. Bis auf letzteres sind alle historischen Gebäude noch heute erhalten. Speziell für den Messehandel wurden die Alte und die Neue Kornschranne, das Hallgebäude, das so genannte Paradies und das Hafenhaus gebaut. Erstere sind heute noch erhalten, das Paradies wurde 1877 abgerissen, das 1425 erbaute Hafenhaus brannte 1955 ab. Teilweise wurde die Messe auch unter freiem Himmel abgehalten. Daran erinnern in der Nördlinger Altstadt heute die Platznamen Marktplatz, Hafenmarkt, Tändelmarkt, Rübenmarkt, Kohlenmarkt, Schäfflesmarkt, Brettermarkt, Obstmarkt und Weinmarkt.

### Niedergang

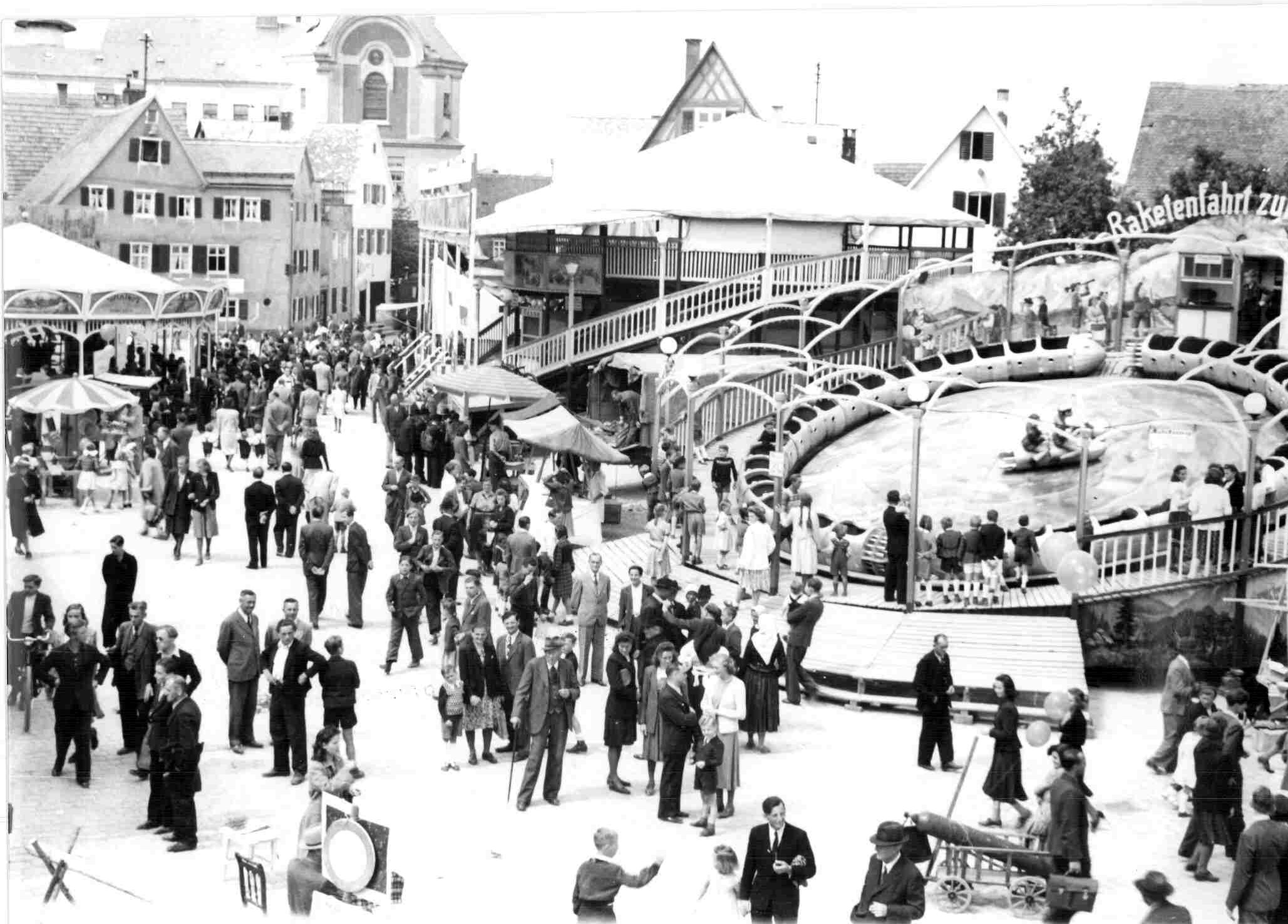
Messetreiben auf dem Brettermarkt um 1960

Mit der Entdeckung Amerikas und neuen Seehandelswegen verlor die Nördlinger Pfingstmesse ab Beginn des 16. Jahrhunderts an Bedeutung. Leipzig und Zwickau sowie die schlesischen Städte lösten die Stadt als Textilhandelsplätze ab. Kriegerische Auseinandersetzungen wie der Bauernkrieg, der Schmalkaldische Krieg, der Dreißigjährige Krieg, später der Spanische Erbfolgekrieg und die Napoleonischen Kriege zogen den Handelsplatz Nördlingen in Mitleidenschaft. Im 19. Jahrhundert stieg die Pfingstmesse endgültig von einer Fernhandelsmesse zu einer Gebrauchsgütermesse für das nahe Umland ab. Schließlich wurde sie zu einem Jahrmarkt. Ort des Geschehens war bis zum Jahr 1963 die Altstadt. Verkaufsstände und Fahrgeschäfte waren auf verschiedenen Punkten wie den Marktplatz, Brettermarkt oder Obstmarkt verteilt. 

## Heutige Pfingstmesse
Heute ist die Nördlinger Pfingstmesse, meist kurz Nördlinger Messe oder Nördlinger Mess’ genannt, das größte Volksfest im nördlichen Schwaben. Neben Fahrgeschäften, Festzelten, Biergärten und Jahrmarktattraktionen erinnern 200 Marktstände auf der Kaiserwiese an die Vergangenheit der Veranstaltung. Gleichzeitig findet neben dem Volksfest die Rieser Verbraucherausstellung statt. Die Nördlinger Messe beginnt in jedem Jahr zwei Wochenenden nach Pfingsten, dauert zehn Tage und endet am so genannten Herrenmontag.